# Rudolf Bukowski
Rudolf Bukowski (ur. 26 listopada 1842 w Białej, zm. 28 maja 1922 w Cieszynie) – prawnik, burmistrz Cieszyna, poseł do Ślaskiego Sejmu Krajowego w Opawie oraz austriackiej Rady Państwa w Wiedniu.

## Życiorys
Syn lekarza. Ukończył szkołę ludową w Białej, gimnazjum w Cieszynie i studia prawnicze na Uniwersytecie Wiedeńskim, gdzie w 1866 uzyskał stopień doktora. Otworzył kancelarię adwokacką w Białej. 5 grudnia 1873 na miejsce Franciszka Strzygowskiego w 1875 roku przeprowadził się do Cieszyna. Konsultant prawniczy Komory Cieszyńskiej od 1875 roku, doradca prawny Komory od 1885 roku. Po śmierci burmistrza Johanna Demela objął jego mandat w Śląskim Sejmie Krajowym 
Z ramienia Deutsche Fortschritt Partei był kolejno radcą gminy, zastępcą burmistrza, wreszcie burmistrzem Cieszyna w latach 1908–1913. W 1912 roku założył fundację, mającą wspomagać ubogich mieszkańców Cieszyna. Wyróżniony został tytułem honorowego obywatela Cieszyna z okazji swoich 70 urodzin. Uchwałę w tej sprawie Wydział gminny podjął na specjalnym, nadzwyczajnym posiedzeniu w dniu 25 listopada 1912 prowadzonym przez zastępcę burmistrza Emila Wotkego. Pochowany na Cmentarzu Komunalnym w Cieszynie.